# Arena MRV
De Arena MRV is een Braziliaans voetbalstadion in Belo Horizonte. Het is de thuishaven van Atlético Mineiro. Met een capaciteit van 44.892 is het het tweede grootste stadion van de stad, na het Mineirão. Het stadion is vernoemd naar het bouwbedrijf MRV Engenharia, de grootste sponsor van de club. 
De eerste plannen voor het stadion dateren uit 2017 en in 2020 werd begonnen met de bouw, die in 2023 voltooid werd. Het stadion werd ingehuldigd op 15 april 2023 met de aanwezigheid van 9.000 toeschouwers. De eerste wedstrijd werd op 27 augustus van dat jaar gespeeld, een competitiewedstrijd tegen Santos en werd met 2-0 gewonnen. Paulinho scoorde er het eerste doelpunt. 